# Augsburg-Oberhausen (stacja kolejowa)
Augsburg-Oberhausen – stacja kolejowa w Augsburgu, w kraju związkowym Bawaria, w Niemczech.

## Położenie
Stacja kolejowa Augsburg-Oberhausen znajduje się w dzielnicy Oberhausen, na północny zachód od centrum Augsburga, pod adresem Ulmer Straße 53. Jest drugą co do ważności stacją kolejową w mieście, zaraz po głównej stacji kolejowej Augsburg Hauptbahnhof.

## Historia
W 1844 roku zbudowano stację Oberhausen dla linii Augsburg – Donauwörth, jednej z pierwszych sekcji Kolei Ludwika Północ-Południe (niem. Ludwig-Süd-Nord-Bahn, LSNB, nazwanej tak na cześć króla Bawarii Ludwika I). Początkowo była to stacja końcowa, wyznaczająca koniec odcinka Augsburg – Nordheim (koło Donauwörth), a dopiero po ukończeniu tej linii w 1854 roku stała się stacją przelotową. W tym samym roku 1854 zbudowano Kolej Maksymiliana (niem. Maximilians-Bahn) Augsburg – Ulm, przechodzącą przez stację Oberhausen, a później, w 1900 roku, lokalną linię kolejową do Welden.

## Charakterystyka
Dworzec Augsburg-Oberhausen jest stacją przelotową. Posiada 4 perony i 7 krawędzi peronowych. Krawędzie peronowe 1 do 3 mają długość po ok. 324 m, numery 4 i 5 po 300 m, kolejna, 6 ma 184 m długości, a 7 ma długość 245 m.
Dostęp do pociągów odbywa się poprzez przejście podziemne dla pieszych. W budynku stacji znajdują się automaty biletowe i różne sklepy. Przed budynkiem stacji znajduje się Helmut-Haller-Platz z dużym przystankiem tramwajowym i autobusowym. Przed wejściem na dworzec znajduje się postój taksówek.

## Dzieje budynku dworcowego
Pierwszy dworzec z 1844 r. był okazałym, lecz prostym, prostokątnym budynkiem, nakrytym dwuspadowym dachem naczółkowym. W latach 1931/32 zastąpiono go nowym budynkiem, zbudowanym nieco na południe od starej stacji w stylu modernizmu, istniejącym do dzisiaj. Jest to budowla składająca się z dwóch prostopadłościanów, z dwukondygnacyjnym skrzydłem hali dworcowej i czterokondygnacyjnym skrzydłem administracyjno-biurowym, nakrytymi płaskimi dachami. Jest dziś obiektem zabytkowym, wpisanym na listę zabytków architektury w Augsburgu (niem. Liste der Baudenkmäler in Augsburg) pod nr D-7-61-000-1206.